# Elena Pirrone
Elena Pirrone, née le 21 février 1999 à Bolzano, est une coureuse cycliste italienne. En 2017, elle est  championne du monde et d'Europe du contre-la-montre juniors, ainsi que championne du monde sur route juniors.

## Biographie
Elle est membre du club Gs Mendelspeck à Laives.
En 2017, au championnat du monde du contre-la-montre juniors (moins de 19 ans) elle accélère dans la côte. Cela lui permet de s'imposer de peu face à sa compatriote Alessia Vigilia. Sur la course en ligne, elle attaque après l'avant-dernière ascension de la côte de Salmon Hill. Elle arrive au pied de la dernière côte avec quarante secondes d'avance, dans celle-ci les favorites accélèrent derrière et reviennent à vingt secondes de Pirrone. Elle résiste cependant et effectue donc le doublet.
En 2018, sur les championnats du monde, elle se classe vingt-et-unième du contre-la-montre. Lors de la course en ligne, à cinquante kilomètres de l'arrivée, elle rejoints avec quatre autres coureuses Coryn Rivera en tête de course. Elle est distancée durant l'ascension de la côte d'Igls suivante mais prépare l'attaque de Tatiana Guderzo,,.

## Palmarès sur route

### Par année
- 2014
  -  Championne d'Italie du contre-la-montre cadettes[6]
- 2015
  -  Médaillée d'or du contre-la-montre au Festival olympique de la jeunesse européenne
- 2016
  - 3e du championnat d'Italie sur route juniors
  - 3e du championnat d'Italie du contre-la-montre juniors
- 2017
  -  Championne du monde sur route juniors
  -  Championne du monde du contre-la-montre juniors
  -  Championne d'Europe du contre-la-montre juniors
  - 3e du championnat d'Italie sur route juniors
  - 3e du championnat d'Italie du contre-la-montre juniors
- 2018
  - 8e du championnat d'Europe sur route espoirs
  - 9e du Tour du Guangxi
- 2019
  - 3e du championnat d'Europe du contre-la-montre espoirs
- 2020
  - 4e du championnat d'Europe du contre-la-montre espoirs
- 2021
  -  Médaillée de bronze du championnat d'Europe du contre-la-montre espoirs
- 2023
  - Grand Prix Stuttgart & Region
- 2024
  - 2e du Grand Prix Surf City El Salvador

### Résultats sur les grands tours

#### Tour d'Italie
4 participations
- 2019 : 36e
- 2020 : abandon (6e étape)
- 2023 : 36e
- 2024 : abandon (6e étape)

#### Tour de France
2 participations
- 2024 : abandon ([[6e étape du Tour de France Femmes 2024|6e étape]])
- 2025 : hors délais (2e étape)

### Classements mondiaux
| Année                                 | 2018 | 2019 | 2020 | 2021 | 2022 | 2023 | 2024 |
| ------------------------------------- | ---- | ---- | ---- | ---- | ---- | ---- | ---- |
| Classement UCI                        | 189e | 206e | 404e | 301e | 478e | 213e | 140e |
| UCI World Tour                        | 106e | 167e | 149e | 114e | 197e | 169e | 203e |
|                                       |      |      |      |      |      |      |      |
| Légende : nc = non classéSource : UCI |      |      |      |      |      |      |      |